# 불선근
- 제1층, 즉 가운데의 축은 불선근 즉 3독을 나타낸다.
- 제2층은 업을 나타낸다.
- 제3층은 6도를 나타낸다.
- 제4층은 12연기를 나타낸다.
- 윤회의 수레바퀴를 꽉 붙들고 있는 괴물은 실체가 없는 것, 즉 무상·고·공·무아인 것에 대한 집착, 즉 근본무명을 나타낸다.
- 윤회의 수레바퀴 왼쪽 위에 있는 달은 6도윤회로부터 벗어난 상태, 즉 열반, 즉 깨달음을 나타낸다.
- 달을 가리키고 있는 붓다는 6도윤회로부터 벗어나는 것이 가능하다는 것을 나타낸다.

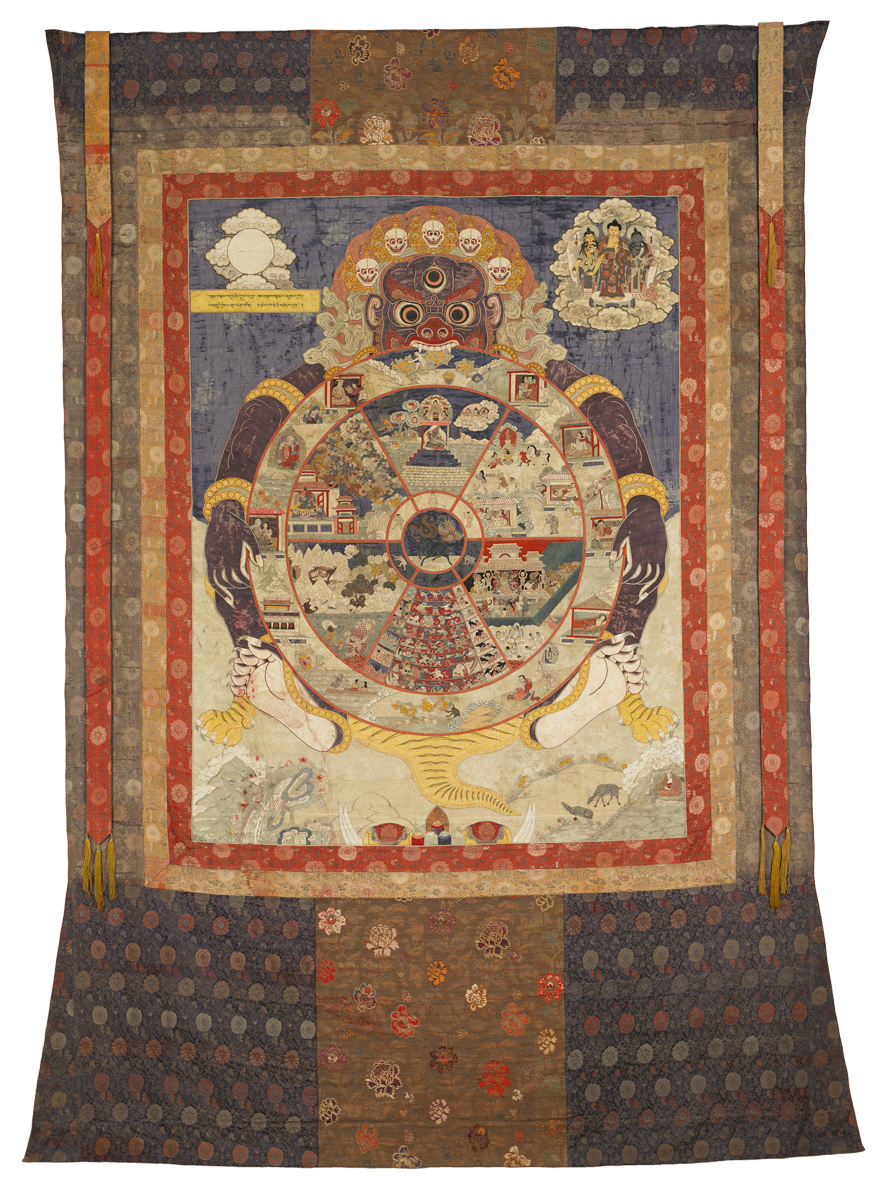
티베트 불교의 6도윤회도(六道輪廻圖, bhavacakra):
- 제1층, 즉 가운데의 축은 불선근 즉 3독을 나타낸다.
- 제2층은 업을 나타낸다.
- 제3층은 6도를 나타낸다.
- 제4층은 12연기를 나타낸다.
- 윤회의 수레바퀴를 꽉 붙들고 있는 괴물은 실체가 없는 것, 즉 무상고공무아인 것에 대한 집착, 즉 근본무명을 나타낸다.
- 윤회의 수레바퀴 왼쪽 위에 있는 달은 6도윤회로부터 벗어난 상태, 즉 열반, 즉 깨달음을 나타낸다.
- 달을 가리키고 있는 붓다는 6도윤회로부터 벗어나는 것이 가능하다는 것을 나타낸다.

불선근(不善根)은 3계 중 욕계의 탐(貪) · 진(瞋) · 치(癡)의 3가지 번뇌 또는 번뇌성의 마음작용(심소법)을 말한다. 불선근을 3불선근(三不善根)이라고도 한다.
보다 자세히 말하자면, 욕전탐(欲纏貪: 3계 가운데 욕계에 매인 탐, 욕계에 속한 탐, 욕계의 탐)과 진(瞋: 진 즉 유정에게 손해를 입히는 것을 좋아하는 마음작용은 오직 욕계에만 있음)과 욕전무명(欲纏無明: 3계 가운데 욕계에 매인 무명, 욕계에 속한 무명, 욕계의 무명)을 3불선근(三不善根)이라 하며, 각각을 탐불선근(貪不善根) · 진불선근(瞋不善根) · 치불선근(癡不善根)이라 부른다. 즉 탐불선근은 3계의 탐을 모두 가리키는 것이 아니라 욕계의 탐만을 가리키며, 진불선근의 경우 진은 욕계에만 존재하기 때문에 진불선근은 진 그 자체를 가리키며, 치불선근은 3계의 무명을 모두 가리키는 것이 아니라 욕계의 무명만을 가리킨다.
또한, 불선근(不善根)은 3독(三毒), 3화(三火) 또는 3구(三垢)라고도 한다. 그리고 탐 · 진 · 치를 탐욕(貪欲) · 진에(瞋恚) · 우치(愚癡)라고도 하며, 음(淫) · 노(怒) · 치(癡)라고도 하며, 또는 욕(欲) · 진(瞋) · 무명(無明)이라고도 한다.
《성유식론》에 따르면, 불선근을 끊기 위해서는 공통 대치법(對治法)과 개별 대치법을 둘 다 사용해야 하는데, 공통 대치법이란 오직 선혜(善慧), 즉 선(善)의 상태의 혜(慧, 지혜)로써 탐 · 진 · 치 모두를 대치(對治)하는 것을 말하고, 개별 대치법이란 탐에 대해서는 무탐(無貪)으로써, 진에 대해서는 무진(無瞋)으로써, 치에 대해서는 무치(無癡)로써 대치한다는 것을 말한다. 말하자면, 탐(貪)을 끊기 위해서는 선혜와 무탐의 2가지 마음작용으로 대치해야 하며, 진(瞋)을 끊기 위해서는 선혜와 무진의 2가지 마음작용으로 대치해야 하며, 치(癡)를 끊기 위해서는 선혜와 무치의 2가지 마음작용으로 대치해야 한다는 것이다.

## 3불선근
탐(貪) · 진(瞋) · 치(癡)의 3가지 마음작용은 모든 불선(不善), 즉 악(惡)을 생기게 하고 북돋우는 근본이 되므로 '불선(不善)의 뿌리[根]'라는 뜻에서 불선근(不善根)이라고 한다. 또한, 탐(貪) · 진(瞋) · 치(癡)의 마음작용은 6식(六識: 8식 중 전5근과 제6의식)과 상응하고, 분류시 번뇌에 포함되며, 악(惡)을 일으키는 것이 뛰어나기 때문에 불선근(不善根)이라고 한다.

## 3독
불교에서는 번뇌는 중생으로 하여금 '출세간의 선의 마음[出世善心]'을 내는 것을 방해한다는 뜻에서 번뇌를 독이라고도 하는데, 탐(貪) · 진(瞋) · 치(癡)의 3가지 마음작용은 이러한 작용이 가장 심하기 때문에 3독(三毒)이라고도 한다.
또한 윤회가 시작된 이래로 지금까지 오랜 기간 동안 계속하여 '고(苦)를 받을 수밖에 없는 상태, 즉 3계에 속박된 상태'로 중생을 묶어 놓고 있으며 이 속박의 상태를 벗어나는 것을 방해하기 때문에 3독(三毒)이라고도 한다.
此三毒。通攝三界一切煩惱。一切煩惱。能害眾生。其猶毒蛇。亦如毒龍。是故就喻說名為毒。名義如是。

이 3독(三毒)은 3계(三界)의 모든 번뇌를 통섭한다. 그리고 모든 번뇌는 능히 중생을 해치는데, 그 해치는 것이 마치 독사(毒蛇)와 같으며 또한 독룡(毒龍)과 같다. 이러한 이유로 비유로써 독(毒)이라고 이름한 것이다. 3독의 명칭의 뜻은 이와 같다.
— 《대승의장(大乘義章)》, 제5권. 한문본

## 3화
3불선근 또는 3독, 즉 탐(貪) · 진(瞋) · 치(癡)의 3가지 마음작용은 건물에 불이 나면 건물이 무너지는 것처럼 선(善)을 무너지게 한다는 뜻에서 3화(三火: 문자 그대로는 '3가지 불')라고도 한다.

## 3구
또한, 3불선근 또는 3독, 즉 탐(貪) · 진(瞋) · 치(癡)의 3가지 마음작용은 중생의 마음(6식 또는 8식, 즉 심왕, 즉 심법)을 능히 더럽히는 3가지 때 또는 더러움이라는 뜻에서 3구(三垢)라고도 한다.

## 같이 보기
- 3도: 견도 · 수도 · 무학도
  - 견도: 16심 · 고법지인
  - 무학도: 34심
  - 성문 수행계위: 4향4과 - 10결(= 5하분결 + 5상분결)
  - 보살 수행계위: 52위
- 현관: 4제현관 · 6현관
- 유루와 무루
- 번뇌의 해석
- 번뇌의 다른 이름
  - 개 · 결 · 계 · 구 · 구애 · 궤 · 근 · 뇌 · 누 · 박 · 상해 · 소 · 소유 · 소해 · 수면 · 수번뇌 · 악행 · 액 · 열 · 유쟁 · 쟁 · 전 · 전 · 조림 · 주올 · 취 · 치연 · 폭류 · 화
- 번뇌의 작용
- 번뇌의 분류
  - 3루
  - 4액
  - 4취
  - 4폭류
  - 5부: 견고소단 · 견집소단 · 견멸소단 · 견도소단 · 수도소단 = 견소단 + 수소단
  - 5주지번뇌
  - 견혹 + 수혹 = 견소단 + 수소단 = 미리혹 + 미사혹 = 분별기 + 구생기
  - 근본번뇌 + 수번뇌
  - 번뇌장 + 소지장
- 번뇌 = 근본번뇌 + 수번뇌
  - 근본번뇌 = 수면
    - 3근본번뇌: 탐 · 진 · 치
    - 6수면: 탐 · 진 · 만 · 무명 · 견 · 의
    - 7수면: 욕탐 · 진 · 유탐 · 만 · 무명 · 견 · 의
    - 10수면: 탐 · 진 · 만 · 무명 · 유신견 · 변집견 · 사견 · 견취 · 계금취 · 의
    - 12수면: 욕탐 · 진 · 색탐 · 무색탐 · 만 · 무명 · 유신견 · 변집견 · 사견 · 견취 · 계금취 · 의
    - 98근본번뇌(설일체유부)
      - 견혹 = 견소단 = 미리혹 = 분별기: 설일체유부의 88근본번뇌
      - 수혹 = 수소단 = 미사혹 = 구생기: 설일체유부의 10근본번뇌

    - 128근본번뇌(유식유가행파)
      - 견혹 = 견소단 = 미리혹 = 분별기: 유식유가행파의 112근본번뇌
      - 수혹 = 수소단 = 미사혹 = 구생기: 유식유가행파의 16근본번뇌

  - 수번뇌 = 전
    - 8전 · 10전 · 6번뇌구
    - 19수번뇌(설일체유부)
      - 소번뇌지법의 10가지 모두: 분 · 부 · 간 · 질 · 뇌 · 해 · 한 · 첨 · 광 · 교
      - 대불선지법의 2가지 모두: 무참 · 무괴
      - 대번뇌지법의 6가지 가운데 5가지: 방일 · 해태 · 불신 · 혼침 · 도거
      - 부정지법의 8가지 가운데 2가지: 수면 · 악작

    - 20수번뇌(유식유가행파)
      - 소수번뇌심소의 10가지 모두: 분 · 한 · 부 · 뇌 · 질 · 간 · 광 · 첨 · 해 · 교
      - 중수번뇌심소의 2가지 모두: 무참 · 무괴
      - 대수번뇌심소의 8가지 모두: 도거 · 혼침 · 불신 · 해태 · 방일 · 실념 · 산란 · 부정지
- 번뇌 = 잡염 = 유부무기 + 불선
  - 유부무기
    - 욕계의 번뇌의 일부 · 색계의 번뇌 · 무색계의 번뇌
    - 4근본번뇌(말나식의 4번뇌: 아치 · 아견 · 아만 · 아애)

  - 불선 · 악
    - 욕계의 번뇌의 대다수
    - 불선근
    - 5악 · 10악
- 번뇌 = 108번뇌 = 98수면 + 10전
- 번뇌 = 개: 5개
- 번뇌 = 결: 2결 · 3결 · 4결 · 5결 · 9결 · 10결(= 5하분결 + 5상분결) · 98결 · 108결
- 번뇌 = 구애: 3구애 · 5구애
- 번뇌 = 뇌: 3뇌
- 번뇌 = 누: 3루
- 번뇌 = 박: 3박 · 4박
- 번뇌 = 사: 7사 · 10사 · 98사 · 128사
- 번뇌 = 악행: 3악행
- 번뇌 = 취: 2취 · 4취

## 참고 문헌
- 곽철환 (2003). 《시공 불교사전》. 시공사 / 네이버 지식백과. |title=에 외부 링크가 있음 (도움말)
- 세친 지음, 현장 한역, 권오민 번역 (K.955, T.1558). 《아비달마구사론》. 한글대장경 검색시스템 - 전자불전연구소 / 동국역경원. K.955(27-453), T.1558(29-1). |title=에 외부 링크가 있음 (도움말)
- 세친 지음, 현장 한역, 송성수 번역 (K.618, T.1612). 《대승오온론》. 한글대장경 검색시스템 - 전자불전연구소 / 동국역경원. K.618(17-637), T.1612(31-848). |title=에 외부 링크가 있음 (도움말)
- 운허.  동국역경원 편집, 편집. 《불교 사전》. |title=에 외부 링크가 있음 (도움말)
- 호법 등 지음, 현장 한역, 김묘주 번역 (K.614, T.1585). 《성유식론》. 한글대장경 검색시스템 - 전자불전연구소 / 동국역경원. K.614(17-510), T.1585(31-1). |title=에 외부 링크가 있음 (도움말)
- (중국어) 星雲. 《佛光大辭典(불광대사전)》 3판. |title=에 외부 링크가 있음 (도움말)
- (중국어) 세친 조, 현장 한역 (T.1558). 《아비달마구사론(阿毘達磨俱舍論)》. 대정신수대장경. T29, No. 1558, CBETA. |title=에 외부 링크가 있음 (도움말)
- (중국어) 세친 조, 현장 한역 (T.1612). 《대승오온론(大乘五蘊論)》. 대정신수대장경. T31, No. 1612, CBETA. |title=에 외부 링크가 있음 (도움말)
- (중국어) 호법 등 지음, 현장 한역 (T.1585). 《성유식론(成唯識論)》. 대정신수대장경. T31, No. 1585, CBETA. |title=에 외부 링크가 있음 (도움말)